# 永胜大理会馆
永胜大理会馆，位于中国云南省丽江市永胜县涛源镇金江村（金江坪），现为云南省文物保护单位。

## 历史
永胜大理会馆原位于金江街西端（26°13′34.2″N 100°32′40.1″E / 26.226167°N 100.544472°E），海拔高度1205米，占地面积838.3平方米，原建筑存正殿、西厢房、南边戏台三栋古建筑。因其位于鲁地拉水电站淹没范围，2013年搬迁至现址重建。早在南诏时期，原金江古镇就设有渡口，逐渐发展成为重要的经商口岸。现存建筑经鉴定应属于清朝中晚期由大理籍商人所建，民国十一年（1922年）重修。

## 现状
重建后的永胜大理会馆古建筑群由正房、正房东西耳房、东西厢房、大门（戏台）、大门东西耳房共8个单体建筑组成，为“四合三天井”的大理白族古代传统民居平面布局形式。2006年公布为永胜县级文物保护单位，2019年公布为云南省级文物保护单位。